# Christiaan van Sleeswijk-Holstein-Sonderburg-Glücksburg
Christiaan van Sleeswijk-Holstein-Sonderburg-Glücksburg (19 juni 1627 - 17 november 1698) was van 1663 tot aan zijn dood hertog van Sleeswijk-Holstein-Sonderburg-Glücksburg. Hij behoorde tot het huis Sleeswijk-Holstein-Sonderburg-Glücksburg. 

## Levensloop
Christiaan was de derde zoon van hertog Filips van Sleeswijk-Holstein-Sonderburg-Glücksburg en diens echtgenote Sophia Hedwig, dochter van hertog Frans II van Saksen-Lauenburg.
Na de dood van zijn vader in 1663 erfde hij het hertogdom Sleeswijk-Holstein-Sonderburg-Glücksburg. Door het conflict tussen hertog Christiaan August van Sleeswijk-Holstein-Gottorp en de Deense koningen vond er echter geen belening door de Deense koningen Frederik III en Christiaan V plaats. In plaats daarvan hieven Frederik III en Christiaan V belastingen op de bezittingen van Christiaan en de andere heersers van de Sleeswijkse deelhertogdommen. Door de interventie van zijn schoonbroer Rudolf August van Brunswijk-Wolfenbüttel kon Christiaan een financiële ruïnering verhinderen. Als geschikt beheerder was hij in staat zijn bezittingen ondanks de belastingen bijeen te houden.
Tussen 1664 en 1674 voerde Christiaan in zijn domeinen de schoolplicht in. Ook bouwde hij scholen in Glücksburg en Munkbrarup en voerde hij in 1682 een eigen godsdienstorde door. Christiaan stierf in november 1698 op 71-jarige leeftijd.

## Huwelijken en nakomelingen
Op 20 september 1663 huwde hij met zijn eerste echtgenote Sibylla Ursula (1629-1671), dochter van hertog August II van Brunswijk-Wolfenbüttel. Ze kregen vier kinderen, die allen jong stierven:
- Frederik August (1664-1664)
- een doodgeboren zoon (1666)
- Sophia Amalia (1668-1668)
- een doodgeboren dochter (1671)

Op 10 mei 1672 huwde Christiaan met zijn tweede echtgenote Agnes (1640-1698), dochter van hertog Joachim Ernst van Sleeswijk-Holstein-Sonderburg-Plön. Ze kregen zeven kinderen:
- Filips Ernst (1673-1729), hertog van Sleeswijk-Holstein-Sonderburg-Glücksburg
- Sophia Augusta (1674-1713)
- Charlotte Johanna (1676-1676)
- Christiaan (1678-1679)
- Joachim Adolf (1679-1681)
- Christiaan August (1681-1714)
- Frederik Willem (1682-1688)